# Władysław Król
Władysław Król (Nałęczów, 1907. október 30. – Łódź, 1991. január 28.) lengyel jégkorongozó, olimpikon.

## Élete
Az 1936. évi téli olimpiai játékokon játszott a jégkorongtornán, Garmisch-Partenkirchenbe a lengyel válogatottban. 15 csapat vett részt a tornán. Ők az A csoportba kerültek. A kanadaiaktól 8–1-re, az osztrákoktól 2–1-re kaptak ki, végül a letteket 7–1-re győzték le. Mind a 3 mérkőzésen játszott és nem ütött gólt. A 9. helyen végezetek.
Klubcsapata a ŁKS Łódź volt.